# Quinaldina
Quinaldina ou 2-metilquinolina é um derivado simples do composto heterocíclico quinolina.
Quinaldina tem ponto crítico a 787 K e 4.9 MPa e seu índice refrativo é 1.8116.
Pode ser preparado da anilina e paraldeído via síntese de Skraup ou da anilina e crotonaldeído via a variação de Doebner-von Miller da reação de Skraup ou extraído do alcatrão da hulha.

## Usos
Quinaldina é usada em drogas anti-malária, na fabricação de corantes, corantes alimentícios (e.g. amarelo quinolina WS), fármacos, indicadores de pH (vermelho de quinaldina).
Sulfato de quinaldina é um anestésico usado em transporte de peixes.